# 水沢地区
水沢地区（すいざわちく）は、三重県四日市市の地区の一つ。1957年に四日市市に編入された三重郡水沢村の村域にあたり、四日市市役所水沢地区市民センターの管轄区域である。

## 概要
- 鈴鹿山脈の麓で伊勢茶の栽培が盛ん、地域内は茶畑が多い。酪農も盛んであり、四日市市立の小中学校の自然教室施設などの市営のふれあい牧場もある。
- 紅葉の名所として宮妻峡、もみじ谷があり、夏場は鈴鹿山脈の山々への登山口として賑わう。[注釈 1]

## 地理

### 面積
- 面積は19.83 km2。

## 歴史

### 沿革
- 三重郡水沢村が1889年（明治22年）に成立する。
- 1957年（昭和32年）に四日市市に編入される。